# Meganeura
Meganeura ist eine ausgestorbene Gattung der Insekten. Sie lebten vor rund 300 Millionen Jahren am Ende des Karbon, ähnelten stark den heutigen Libellen, und erreichten bis zu 70 cm Flügelspannweite. Sie werden in die unspezifische Gruppe der Meganisoptera (ex Protodonata, „Riesenlibellen“) gestellt.

## Arten
Meganeura monyi wurde in den stephanischen Kohleflözen von Commentry, Département Allier in Frankreich in den 1880er Jahren gefunden. Sie lebte im Oberkarbon und wurde 1885 durch den französischen Paläontologen Charles Brongniart beschrieben. Heute wird das Exemplar dieser Art im Muséum national d’histoire naturelle in Paris aufbewahrt. Sie gehörte mit einer Flügelspannweite von, je nach Rekonstruktion, 66 bis zu 70 Zentimetern bei einem Rumpfdurchmesser von etwa 2,8 Zentimeter zu den größten Insekten, die je gelebt haben.

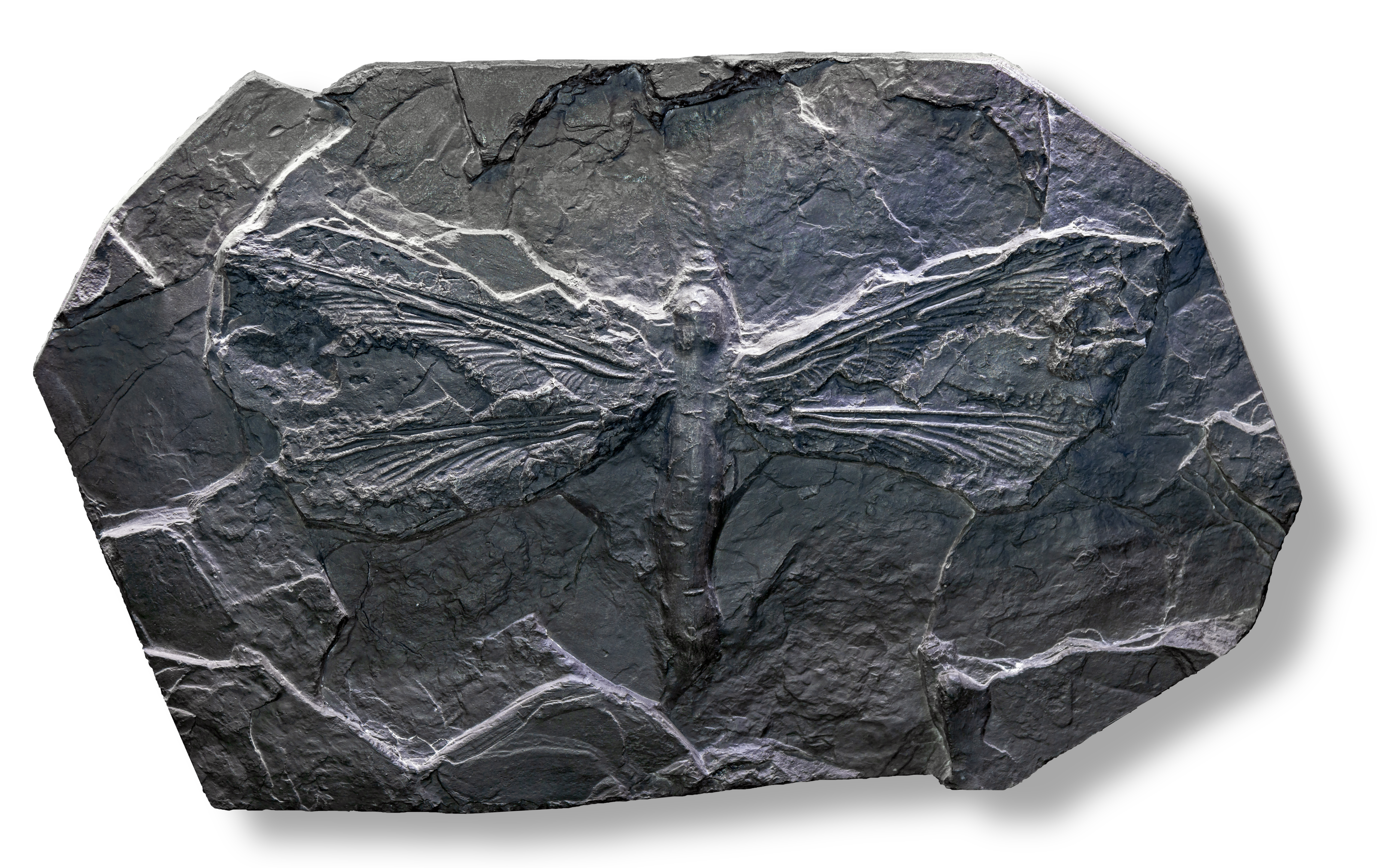
Originalfossil einer unbekannten Art der Meganeuridae

Das am besten erhaltene Exemplar, später zum Typusexemplar erklärt, zeigt einen unvollständigen Abdruck des Körpers mit allen vier Flügeln ohne deren äußere (distale) Abschnitte. Große Teile – so der hintere Abschnitt des Hinterleibs – sind nicht erhalten. Abbildungen des Fossils finden sich bei Nel et al. Die genaue Größenangabe des Tiers beruht auf Rekonstruktionen. Die prominente und bekannte Art wurde mehrfach rekonstruiert, nach dem Erstbeschreiber unter anderem von Anton Handlirsch und Robin John Tillyard. Die Art besitzt für ihre Flügelspannweite einen verhältnismäßig kleinen Körper, der im Verhältnis kleiner ist als bei den rezenten Großlibellen. Das Flügelgeäder weist gegenüber den rezenten Großlibellen zahlreiche urtümliche Merkmale (Plesiomorphien) auf: So ist kein Flügelmal (Pterostigma), Nodus oder Flügeldreieck ausgebildet. Die Längsadern sind überwiegend relativ zart und meist parallel, im vorderen Flügelabschnitt dicht nebeneinander gehäuft. Die Äste des Cubitus sind s-förmig geschwungen. Die Art ist von anderen urtümlichen Libellen derselben Zeitstellung (der Ordnung Meganisoptera) an Details der Flügeladerung unterscheidbar. Die Beine besaßen fünf Tarsensegmente.
Meganeura monyi ist ausschließlich von der Typlokalität bekannt und wurde nach den Originalfunden niemals wiedergefunden. Lange Zeit galt sie als einzige Art der Gattung, der nur noch einige schlecht erhaltene Fossilien aus dem Ural und aus Kanada zugeordnet wurden, die aber höchstwahrscheinlich nicht zugehörig sind. Auch die Zugehörigkeit einiger Flügelfragmente aus Commentry selbst zu der Art wurde von anderen bezweifelt. Die Art wurde von Handlirsch als Typusart einer Familie Meganeuridae zugeordnet, darin sind ihm viele Paläontologen gefolgt. Nach neueren Funden verwandter Arten sind die für die Abgrenzung der Familie verwendeten Merkmale aber unklar, so dass die genauen Verwandtschaftsverhältnisse zweifelhaft sind.

## Medien
- Les Mondes Perdus. Teil: Qui a tué les insectes géants? (Verborgene Welten: Rieseninsekten der Vorzeit). Dokumentation; Regie: Emma Baus, Bertrand Loyer; Saint-Thomas Productions; F 2015; Arte, Aventure Humaine (Entdeckung), Dezember 2016 – mit zahlreichen modernen Computeranimationen.